# Потоцкий, Болеслав Станиславович
Граф Болеслав Станиславович Потоцкий (1805 Тульчин — 1893 Санкт-Петербург) — обер-шенк, тайный советник, общественный деятель из рода Потоцких. Занимался благотворительностью в области народного просвещения.

## Биография
Шестнадцатый ребёнок в семье польского магната Станислава Щенсного Потоцкого (1753—1805). Рождён его вдовой Софией Глявоне (1760—1822) в Тульчинской резиденции через несколько месяцев после смерти отца, 17 (29) марта 1805 года. Единоутробный брат графа Ивана Витта. Получил домашнее воспитание под руководством матери.
В службу вступил в 1821 году порт-юнкером в 1-й Украинский уланский полк. В 1823 году — корнет. 14 мая 1824 года переведён в Кавалергардский полк и 5 января 1827 года уволен в отставку поручиком. 27 ноября 1828 года причислен к департаменту уделов, с переименованием в титулярные советники и 6 декабря пожалован камер-юнкером.
Уволен по собственному желанию в отставку 11 декабря 1834 года; 11 января 1836 года вновь определён на службу — в министерство народного просвещения. В 1838 году за значительные пожертвования в пользу учебных заведений Министерства народного просвещения был пожалован придворным званием камергера и чином церемониймейстера, избран дворянством почётным попечителем Немировской гимназии.
В 1839 году ему было объявлено Высочайшее благоволение за значительное пожертвование на устройство и содержание в Богополе уездного для дворян училища. В 1842 году произведен в коллежские асессоры. В 1847 году Потоцкий вновь получил Высочайшее благоволение за постройку здания для закрытого заведения при Немировской гимназии.
До 1850 года Потоцкий каждое трёхлетие был избираем почётным попечителем, а в 1851 году по Высочайшему утвержденному положению кабинета министров, за значительные пожертвования на учреждение Немировской гимназии и другие похвальные действия его на пользу воспитания юношества, утвержден почётным попечителем этой гимназии на неопределенное время.
В 1852 году за примерное усердие и пожертвование на устройство православных церквей, как в имениях его так и в учреждённом им Сиротском доме, удостоен Высочайшего благоволения. В 1856 году произведён в действительные статские советники. В 1861 году произведён в гофмейстеры и тайные советники.
В 1866 году, 23 ноября, Потоцкий был уволен со службы, но ровно через месяц вновь определён на службу при Министерстве народного просвещения. С 1874 года обер-шенк.
Скончался в Петербурге 10 (22) ноября 1893 года. Похоронен в крипте храма Посещения пресвятой девой Марией Елизаветы, расположенного на территории Выборгского римско-католического кладбища в Санкт-Петербурге. Захоронение не сохранилось.

## Семья
С 1825 года был женат на княжне Марии Александровне Салтыковой (1806—1845), дочери дипломата князя А. Н. Салтыкова, внучке сенатора графа Ю. А. Головкина. В 1840-е годы жила отдельно от мужа во Франции, где умерла 9 (21) января 1845 года, очевидно, от туберкулёза. У неё в доме воспитывалась дочь:
- Мария Болеславовна (01.08.1839—18.03.1882), родилась в Берлине, крестница великой княгини Марии Павловны и графа Ю. А. Головкина[7],  с 1856 года жена графа Григория Сергеевича Строганова (1829—1910).

После смерти жены, наряду с родной дочерью Марией, граф Потоцкий воспитывал внебрачную дочь покойной супруги, Софию Идль (1842—1900).